# Pantserinfanterievoertuig

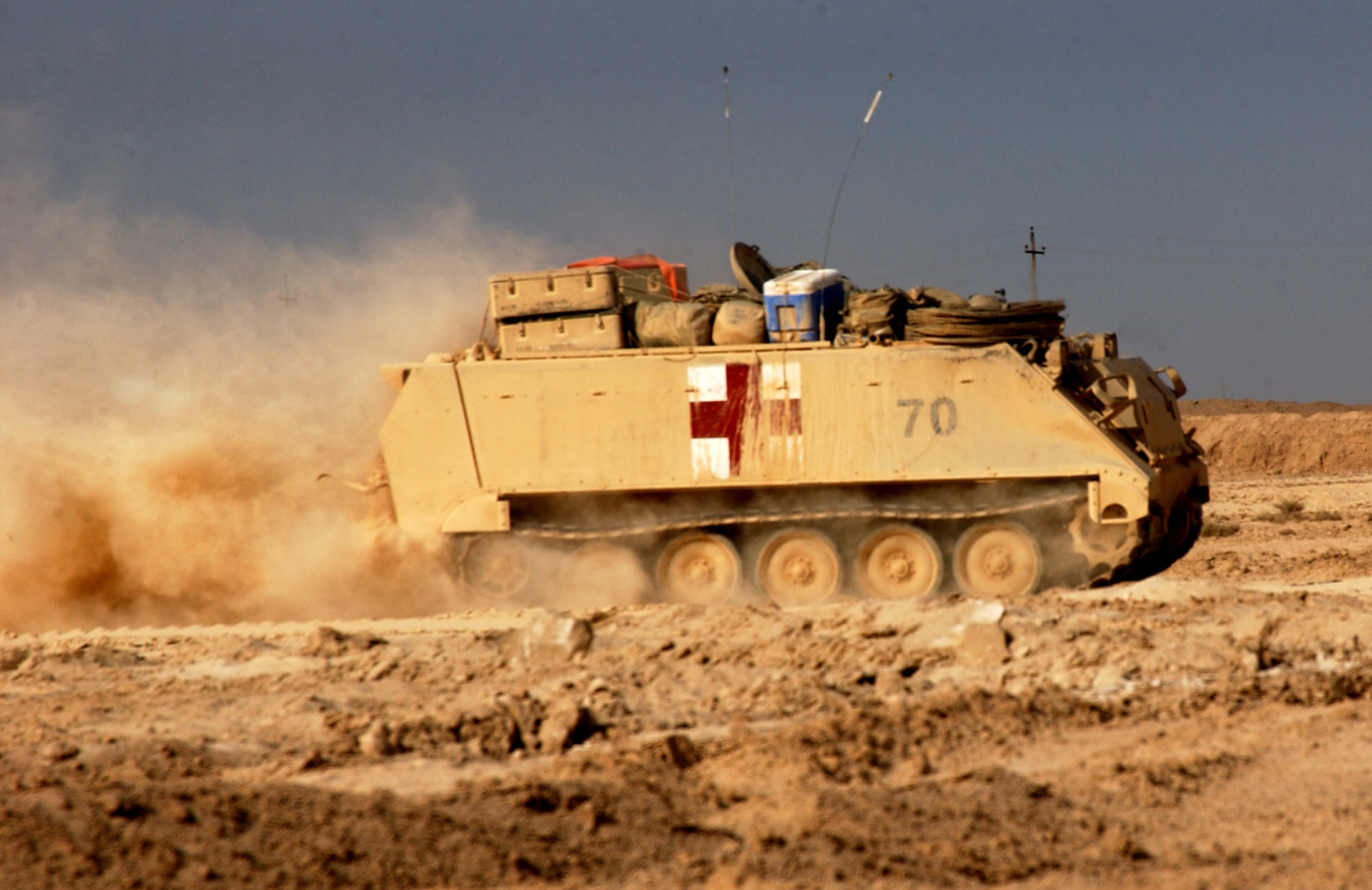
Een ambulance-APC met gewonden in Fallujah, Irak, 12 november 2004

Een pantserinfanterievoertuig of gepantserd infanterietransportvoertuig (Engels: armoured personnel carrier, APC) is een licht bepantserd gevechtsvoertuig voor het transport van infanterietroepen. Een machinegeweer is meestal de enige bewapening aan boord aangezien dit type voertuig niet als taak heeft om in de vuurlinie te vechten. Dit onderscheidt de pantserinfanterievoertuig van het infanteriegevechtsvoertuig. Zijn functie is om snel manschappen van en naar het slagveld te transporteren of om patrouilles mee uit te voeren. Het biedt de inzittenden bescherming tegen rondvliegende granaatscherven of eventuele hinderlagen. Een gepantserd infanterievoertuig kan zowel rupsen als wielen hebben. Er wordt dan gesproken van een pantserrupsvoertuig respectievelijk een pantserwielvoertuig.

## Ontwikkeling

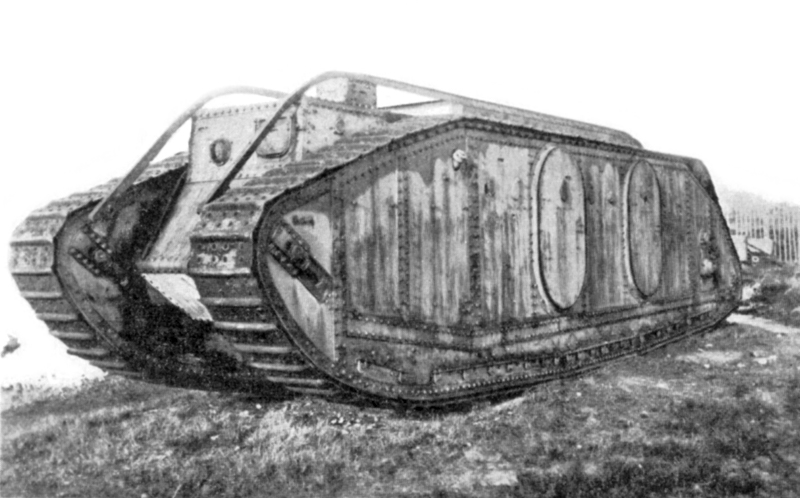
Een Britse Mark IX

Het eerste pantserinfanterievoertuig uit de geschiedenis was de Britse Mark IX uit 1918. Na de Eerste Wereldoorlog werd de ontwikkeling van zulke pantservoertuigen geheel verwaarloosd. Men had al moeite genoeg om een klein deel van de infanterie met vrachtwagens uit te rusten. In het begin van de Tweede Wereldoorlog gingen de Duitsers op kleine schaal over tot de introductie van voorheen ongepantserde halfrupsvoertuigen (half-tracks) in een gepantserde versie bij geselecteerde infanterieafdelingen van de pantserdivisies in te voeren. Dit voorbeeld werd op grotere schaal nagevolgd door de Amerikanen, die hun M2/M3 ook in grote aantallen aan hun bondgenoten leverden.
Na de oorlog werden deze half-tracks eerst algemeen gebruikt door de westerse landen. In de jaren 1950 werden hun legers volledig gemechaniseerd en dus van "volrupsvoertuigen" voorzien. Het bekendste voorbeeld hiervan is de Amerikaanse M113 uit de jaren 1960, het meest gebouwde westerse pantserrupsvoertuig. Het chassis van dergelijke voertuigen werd omwille van de standaardisering gebruikt voor allerlei functies, zoals mortierdrager, mortiertrekker, commandovoertuig, radarvoertuig, luchtafweervoertuig, antitankvoertuig, verkenningsvoertuig en ambulance.
De Sovjet-Unie deed eerst maar in beperkte mate mee met deze ontwikkeling. Lange tijd bleef daar de tactiek in zwang om een sectie bereden infanterie op een tank te laten meerijden. Dat veranderde pas toen de supermogendheid overging tot verdere ontwikkeling tot een zwaarder bewapend infanteriegevechtsvoertuig zoals de BMP-3, dat massaal geproduceerd werd.

## Nederland

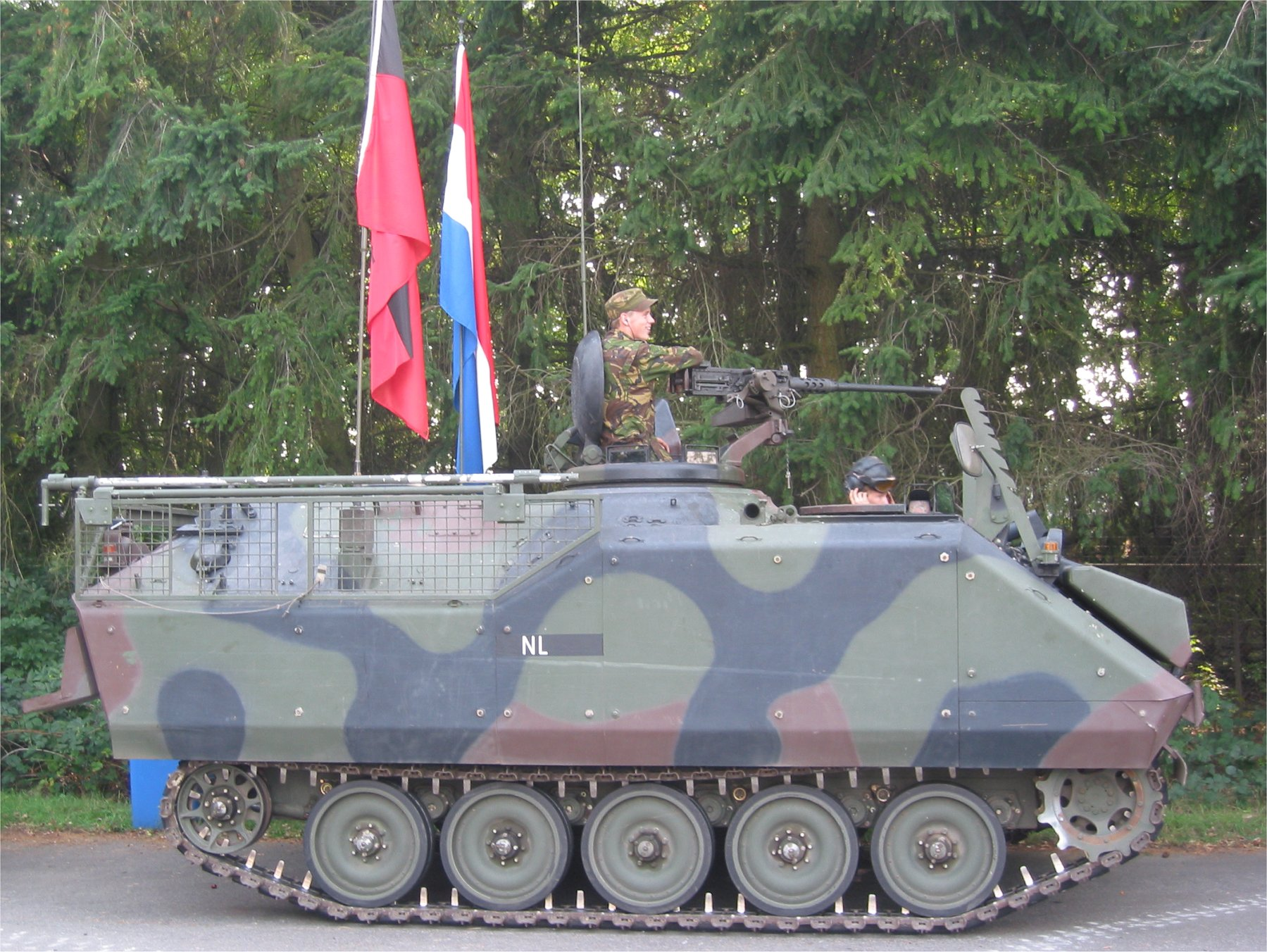
Pantserrupsvoertuig YPR-765

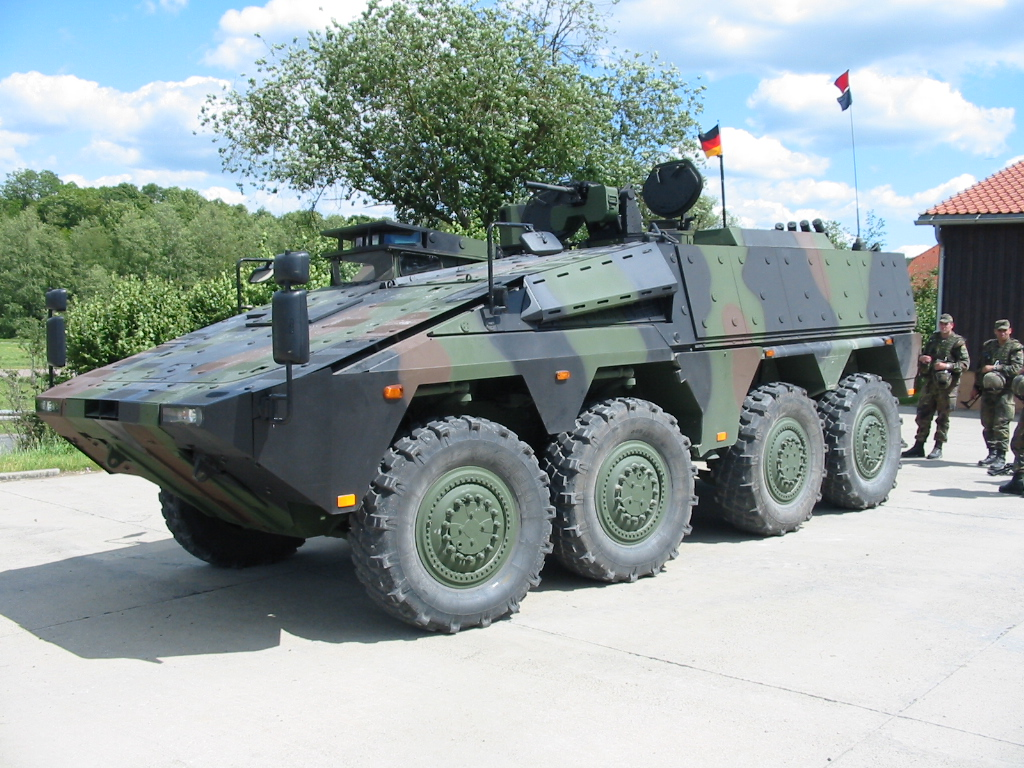
Boxer

Bij de Koninklijke Landmacht in Nederland zijn sinds de Tweede Wereldoorlog de volgende typen bij de infanterie in gebruik geweest:
- DAF YP-408
- AMX-PRI
- M113-A1 PRI
- YPR-765
- Patria XA-188 GVV
- Boxer MRAV
- Bushmaster

Vanaf het begin van de jaren 1960 wijzigde de indeling van de manoeuvre-eenheden. De NAVO wilde de eenheden mechaniseren die een directe confrontatie zouden aangaan met de Sovjet-Russische vijand, dat wil zeggen voorzien van gepantserde rupsvoertuigen. Hiervoor werd door Nederland de Franse AMX aangeschaft. Eenheden met een meer defensieve taak werden vooralsnog uitgerust met het DAF YP-408 pantserwielvoertuig. Ook het personeels- en uitrustingsvervoer ten behoeve van de genietroepen diende te worden verzorgd.
Vanaf eind jaren 1980 werden de AMX en YP-408 vervangen door één nieuw voertuig, de YPR-765. Men wilde, naast standaardisatie, bereiken dat de infanterie de manoeuvre-eenheden beter konden bijhouden in het gevecht. Hiermee verdwenen de pantserwielvoertuigen tijdelijk bij de infanterie.
Aan het eind van de Koude Oorlog in de jaren 1990 verschoof het accent van de krijgsmacht naar vredesmissies en crisisbeheersing. Voor het uitvoeren van deze taak werden rupsvoertuigen soms te agressief geacht. Daarom werd er een aantal Patria wielvoertuigen aangeschaft, bedoeld voor patrouilles. Na negatieve ervaringen in het voormalige Joegoslavië (Srebrenica) en missies in het Midden-Oosten (bermbommen) is men daar van teruggekomen. De mogelijkheid van robuust optreden en goede bescherming van het personeel bleek noodzakelijk.
Na grote reorganisaties van de Landmacht sinds 2000 is de infanterie gereduceerd tot 3 brigades. Alleen 13 Lichte Brigade is uitgerust met gepantserde infanterievoertuigen van het type Boxer en Bushmaster. 43 Gemechaniseerde Brigade heeft het zwaardere infanteriegevechtsvoertuig CV90 in de bewapening. 11 Luchtmobiele Brigade beschikt niet over pantservoertuigen.